# محي الدين فكيني
محيي الدين فكيني (10 مارس 1925 -
9 يوليو 1994) رئيس وزراء ليبي (من 1963 إلى 1964)

## الخلفية العائلية
ينتمي محي الدين فكيني إلى قبيلة الرجبان التي تسكن الجبل الغربي في إقليم طرابلس. والده هو محمد بن خليفة فكيني، أحد قادة المقاومة في ليبيا ضد الغزو الإيطالي بدءاً من عام 1911. في عام 1923 عندما كانت المقاومة تنهار في طرابلس (وساعد في انهيارها عدم قدرته على توحيد جهوده مع باقي زعماء المقاومة) انتقل إلى فزان في الجنوب.

## نشأته
ولد محي الدين فكيني في عام 1925 في فزان، وعندما بدأ الإيطاليون الهجوم على فزان عام 1929، انتقل محمد فكيني (والد محي الدين) مع عائلته إلى الجزائر عبر غات ثم إلى تونس، واستقر به المقام في مدينة قابس عام 1934، وتوفي في تونس عام 1950، وعادت عائلته إلى طرابلس عام 1953.

## ما قبل الوزارة
- حقق محيي الدين فكيني نجاحاً كبيرا في دراسته، حيث أبدى نبوغاً وتفوقا بدى جلياً عند مدرسيه، التحق كلية الحقوق جامعة باريس، وتحصل منها على ليسانس الحقوق عام 1951، وعلى الدكتوراه عام 1954، وكان موضوع أطروحة الدكتوراه " تسوية المسألة الليبية عبر منظمة الأمم المتحدة"، كما كان يجيد اللغات الإنجليزية، والفرنسية، والإيطالية.
- شارك الدكتور فكيني في الاتفاقيات التي عقدتها الحكومات الليبية ما بين عامي 1955 – 1956 مع حكومات الولايات المتحدة وبريطانيا وإيطاليا.
- كان سفير ليبيا لدى مصر في الفترة 1957 - 1958، ثم نُقل عام 1959 كسفير لليبيا لدى الولايات المتحدة، ولدى الأمم المتحدة في الوقت نفسه.

## رئاسة الوزارة
- في مارس 1963 كلّفه الملك محمد إدريس السنوسي بتشكيل الحكومة، وتولى فيها منصب وزير الخارجية إلى جانب منصب رئيس الحكومة. وقّعت حكومته على التعديل الدستوري الذي ألغى النظام الفيدرالي، ونقل البلاد إلى نظام حكم مركزي.

- لكن حكومة فكيني لم تستمر طويلاً، ففي يناير 1964 اندلعت مظاهرات طلابية في مدينة بنغازي لعدم حضور الملك القمة العربية في القاهرة لاختلاف الأخير مع جمال عبد الناصر (رغم أن فكيني نفسه حضرها)، فقامت قوات الأمن بإطلاق النار على بعض المتظاهرين مما أدى لمصرعهم، فأدّى ذلك إلى خلق حالة من الغضب لدى الشارع الليبي، فقام فكيني بعد عودته بإصدار بيان يعلن فيه عزمه على معاقبة الجناة، فأدى هذا إلى نزاع مع قائد قوات الأمن محمود بوقويطين الذي دافع عن ضباطه (رغم أنه لم يأمرهم بإطلاق النار حيث كان تصرف الضباط فردياً)، فطلب فكيني من الملك إدريس إقالة بوقويطين، ولما كان هذا الأخير من أخلص ضباط الملك، رفض الملك طلب فكيني، فتقدم باستقالته التي قبلها الملك في 22 يناير.
- وكانت هذه المظاهرات التي حدثت في يناير بمشاركة طلبة ثانوية سبباً في تسمية المدرسة الثانوية التي خرجت منها المظاهرات باسم (شهداء يناير) .

## ما بعد الوزارة
- لم يتول فكيني أي منصب حكومي حتى نهاية الملكية في 1 سبتمبر 1969. وآخر ما عرف عنه أنه التقى بالزعيم الليبي معمر القذافي في منطقة رأس لانوف مع مسؤولين سابقين في النظام الملكي.

توفي عام 1994.